# Геологічне середовище
Геологі́чне середо́вище — це частина земної кори (гірські породи, ґрунти, донні відклади, підземні води тощо), яка взаємодіє з елементами ландшафту, атмосферою та поверхневими водами і може зазнавати впливу техногенної діяльності.

## Загальний опис
Є. М. Сергеєв запропонував наступне визначення геологічного середовища: «Під геологічним середовищем ми розуміємо всякі гірські породи і ґрунти, які складають верхню частину літосфери, котрі розглядаються як багатокомпонентні системи, що знаходяться під впливом інженерно-господарської діяльності людини, в результаті чого проходить зміна природних геологічних процесів і виникнення нових антропогенних процесів, що в свою чергу викликає зміну інженерно-геологічних умов певної території».
Геологічне середовище — верхня частина літосфери і підземної гідросфери, яка знаходиться під впливом господарської діяльності, і до певної міри визначає її. Це складова частина довкілля і техносфери, багатокомпонентна система, що включає надра, підземні води, корисні копалини та ін., Що цікавлять людину об'єкти; вона активно взаємодіє з біосферою, гідросферою, атмосферою. Верхньою межею Г.с. прийнято вважати денну поверхню, а нижня визначається глибиною техногенного проникнення людини в літосферу — до 1-1,5 км в районах гірничодобувних робіт і 10 км і більше для областей нафтогазовидобутку. Термін набуває широкого поширення в екологічній геології.

## Перетворення людиною геологічного середовища
Див. також Техногенні впливи на геологічне середовище
У основу найбільш універсальної сучасної класифікації техногенних впливів на геологічне середовище В. Т. Трофимова та ін. покладені природа впливу та його механізм. Відповідно до цього виділяються
наступні класи впливів: фізичний (в якому виділяються підкласи, зумовлені дією різних фізичних полів: механічного, гідромеханічного, гідродинамічного, термічного, електромагнітного, радіаційного), фізико-хімічний, хімічний, біологічний.
Пізніше ця класифікація була доповнена характеристикою прямих екологічних наслідків впливу людини на геологічне середовище і зворотних впливів на життєдіяльність людини, природні ландшафти і біогеоценози.
Сучасні технології дозволяють людству докорінно змінювати геологічне середовище. Величезний за масштабами вплив на довкілля можна порівняти з геологічними процесами. Саме обсяги гірничих, будівельних та інших робот і ті зміни, яких зазнає внаслідок цього геологічне середовище, дали підставу видатному українському вченому В. І. Вернадському створити оригінальну теорію визначальної ролі людини у цих змінах. Людська діяльність, згідно з цією теорією, поширюється на ноосферу, до складу якої входять літосфера, біосфера, гідросфера та атмосфера.